# Jean-Pierre Danguillaume
Jean-Pierre Danguillaume (* 25. Mai 1946 in Joué-lès-Tours) ist ein ehemaliger französischer Radrennfahrer.

## Biographie
Jean-Pierre Danguillaume stammt aus einer Familie von Radsportlern: Sein Vater sowie vier seiner Onkel, darunter Camille Danguillaume, waren auf dem Rad aktiv. Auch war er verwandt mit dem zweifachen französischen Straßenmeister, Émile Idée. Auch sein Bruder Jean-Louis Danguillaume, war als Amateur ein erfolgreicher Radsportler. In seinem Buch Abécédaire insolite du Tour schrieb der Journalist Jacques Augendre, es handele sich um „die großartigste Familie des Radsports“, mit den meisten (1800) Siegen. Nach seiner eigenen Zählung errang er den eintausendsten Sieg der Familie, als er am 21. Mai 1969 die neunte Etappe der Internationalen Friedensfahrt gewann. Danguillaume selbst sagte, er sei mit Radsport „geimpft“ worden. Mit fünf Jahren bekam er sein erstes Rad und mit etwa 14 Jahren begann er mit dem Radsport, „das war wie selbstverständlich“. Als Amateur startete er für den Verein ASPPT Tours. 1965 wurde er Mitglied des französischen Nationalteams.
1967 gewann Danguillaume das Etappenrennen Tour d’Eure-et-Loir und eine Etappe der Tour of Scotland. Im Jahr darauf startete er bei den Olympischen Sommerspielen in Mexiko im Mannschaftszeitfahren und belegte gemeinsam mit Jean-Pierre Boulard, Robert Bouloux und Claude le Chatellier Rang 15.
Im Jahr darauf gewann Danguillaume als letzter Franzose die Internationale Friedensfahrt, das damals bedeutendste Radrennen für Amateure. Anschließend trat er zu den Profis über und unterschrieb einen Vertrag bei Peugeot, wo auch Bernard Thévenet fuhr. Bis zum Ende seiner Laufbahn im Jahre 1978 blieb Danguillaume bei diesem Team. Bei den Profis konnte er 68 Siege in acht Jahren erringen, darunter sieben Etappen der Tour de France und die Bronzemedaille im Straßenrennen bei den Straßen-Radweltmeisterschaften 1975.
Jean-Pierre Danguillaume wurde 1974 positiv auf Amphetamine getestet.
Nach Beendigung der Profikarriere erhielt Danguillaume die Position des Sportlichen Leiters im Team Mercier, von dem er nach sechs Jahren aus wirtschaftlichen Gründen entlassen wurde. Anschließend war er in der Öffentlichkeitsarbeit und als Projektmanager von Coca-Cola tätig, zunächst nur für die Tour de France, dann für alle Sportarten. Im Januar 2017 brach auf dem Dachboden seines Hauses in Joué-lès-Tours ein Feuer aus; durch den Brand gingen die meisten Erinnerungsstücke aus seiner Radsportzeit verloren.

## Erfolge (Auswahl)
1967
- eine Etappe Tour of Scotland

1968
- eine Etappe Tour de l’Avenir

1969
- Tour du Loir-et-Cher
- Gesamtwertung und eine Etappe Friedensfahrt

1970
- eine Etappe Tour de France

1971
- eine Etappe Tour de France
- Grand Prix de Plouay Ouest-France

1972
- Trophée des Grimpeurs

1973
- eine Etappe Tour de France
- eine Etappe Grand Prix Midi Libre
- Critérium International

1974
- zwei Etappen Tour de France
- Grand Prix Midi Libre

1975
- Straßen-Weltmeisterschaft – Straßenrennen (Profis)
- Paris–Bourges
- eine Etappe Vier Tage von Dünkirchen
- eine Etappe Belgien-Rundfahrt
- eine Etappe Grand Prix Midi Libre
- GP de Cannes

1976
- eine Etappe Paris–Nizza
- eine Etappe Tour de Corse

1977
- zwei Etappen Tour de France
- Tour de l’Aude
- eine Etappe Critérium du Dauphiné Libéré
- Gesamtwertung, Prolog und eine Etappe Tour d’Indre-et-Loire
- eine Etappe Vier Tage von Dünkirchen

## Grand-Tour-Platzierungen
| Grand Tour            | 1970 | 1971 | 1972 | 1973 | 1974 | 1975 | 1976 | 1977 | 1978 |
| --------------------- | ---- | ---- | ---- | ---- | ---- | ---- | ---- | ---- | ---- |
| Vuelta a EspañaVuelta | –    | 31   | –    | –    | 7    | –    | –    | –    | –    |
| Giro d’ItaliaGiro     | –    | –    | –    | –    | –    | –    | –    | –    | –    |
| Tour de FranceTour    | 64   | 18   | 21   | 22   | 13   | DNF  | 22   | 35   | DNG  |

## Teams
- 1970–1978 Peugeot